# Historias Tattooadas
"Historias Tattooadas" es el octavo álbum de estudio del cantante español Macaco, lanzado el 23 de marzo de 2015. Este trabajo representa una evolución en su carrera musical, incorporando nuevas sonoridade mientras mantiene su estilo característico de fusión y letras con un mensaje profundo y social.

## Producción y estilo
El álbum fue producido por Jules Bikôkô, Roger Rodés y el propio Dani "Macaco" Carbonell. Historias Tattooadas mezcla géneros como reggae, funk, rumba y pop, con letras que abordan temas como el amor, la resistencia personal y el compromiso social. El título hace referencia a las historias que marcan a las personas como tatuajes imborrables.

"Historias Tattoadas es un disco que habla sobre historias que me han pasado o que han sucedido a través de mi persona y que quise transformar en canciones porque han dejado una marca en mí. Aquí, intento ser el cronista de sentimientos más colectivos en letras como, "Hijos de un mismo Dios", "Semillas", "Ratapampam", "Arriba las banderas", y también en otros temas, pues en ellos hablo de sentimientos más personales presentados en canciones de amor con ese toque agridulce que tanto me gusta." 
Entrevista a Macaco

La grabación del álbum, realizada en estudios de Barcelona, estuvo marcada por un enfoque experimental que combinó instrumentos acústicos y electrónicos. Macaco describió el proceso como un diálogo entre tradición y modernidad, imaginando a un músico folk aprendiendo de su nieto ritmos de rock y hip hop. Las influencias abarcan desde la rumba catalana y la guajira cubana hasta el rocksteady jamaicano y la cumbia panamericana. Este crisol de estilos se traduce en un álbum único que equilibra la herencia cultural con la innovación.

## Lista de canciones
1. La huella
2. Historias tattooadas
3. Hijos de un mismo dios
4. Good morning soledad
5. Volar
6. Ratapampam
7. Gástame los labios
8. Semillas
9. Me fui a ser feliz
10. Dancing man 53
11. La distancia
12. Arriba las banderas
13. Coincidir
14. Piel sobre piel
15. Me olvide de vivir (Versión de Julio Iglesias)

## Promoción y legado
Historias Tattooadas se presentó como una obra que equilibra tradición y vanguardia, obteniendo críticas positivas por su riqueza musical y lírica. Macaco promocionó el álbum a través de una gira internacional que incluyó escenarios en España, América Latina y Europa. Canciones como "Hijos de un mismo dios" y "Me fui a ser feliz" alcanzaron una amplia difusión en radios y plataformas digitales, consolidando el impacto global del disco.
El álbum fue también destacado por su calidad literaria, con letras que oscilan entre lo romántico y lo social. Temas como "Good morning soledad" y "Dancing man 53" ejemplifican la habilidad de Macaco para crear personajes e historias desde perspectivas únicas. Su capacidad para convertir emociones complejas en palabras sencillas le ha situado como uno de los trovadores contemporáneos más destacados.

## Recepción crítica
Miguel Amorós de Mondosonoro le dio al disco un ocho sobre diez destacando que "Es su disco más honesto y personal, y a la vez colectivo, porque cualquiera se puede ver reflejado en esas historias “a flor de piel”. Sus composiciones siguen teniendo esos aires de rumba-reggae-pop, aunque haya retazos de cumbia, bolero o de su rítmico samba-reggae".

## Posicionamiento en listas

### Lista semanales
| Listas (2015)       | Mejor posición |
| ------------------- | -------------- |
| España (PROMUSICAE) | 6              |
| México              | 18             |

### Listas anuales
| Listas              | Posición | Ref.   |
| ------------------- | -------- | ------ |
| España (PROMUSICAE) | 100      | [ 15 ] |